# RRAB-3

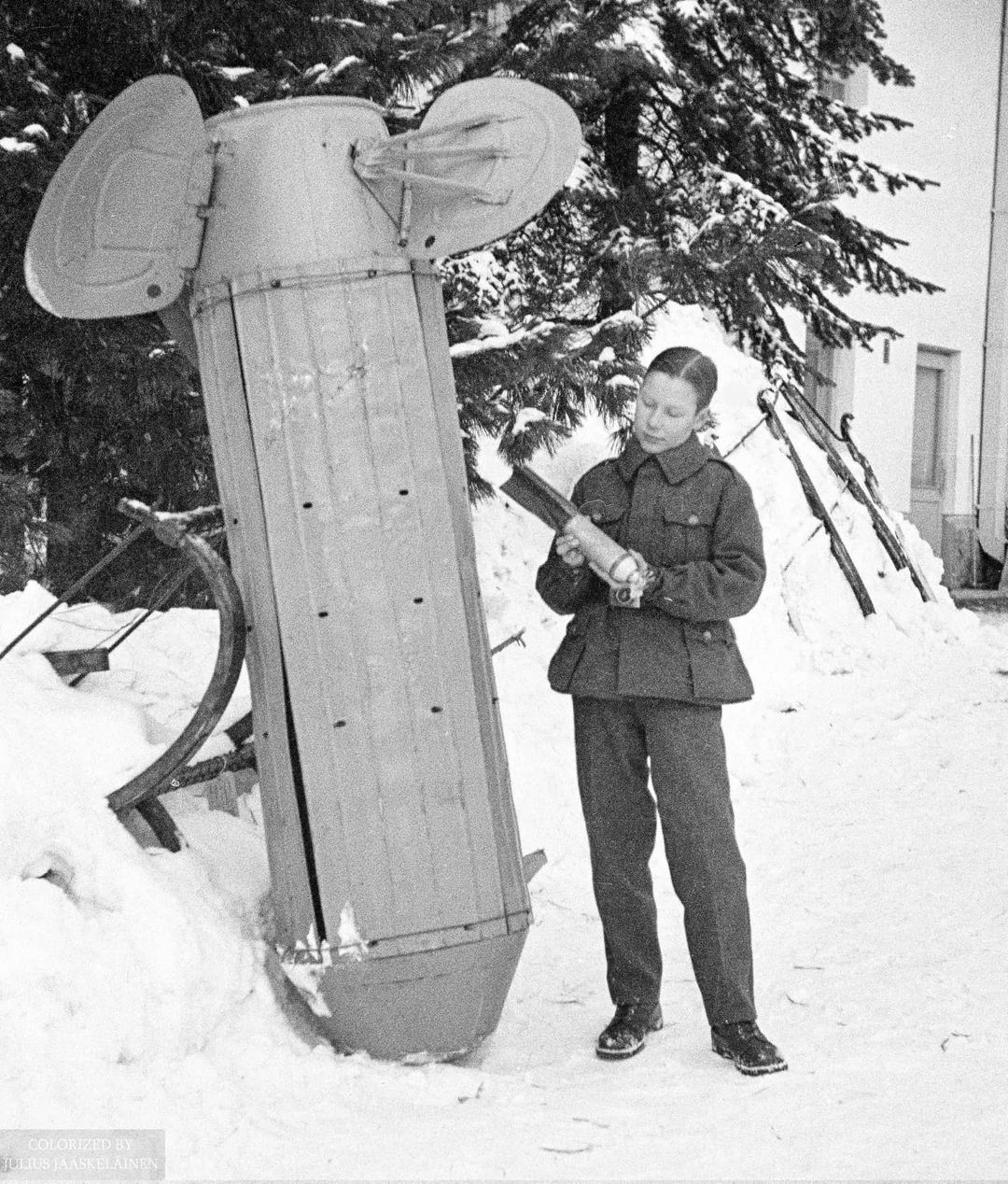
소련 RRAB-3, 일명 "몰로토프의 빵 바구니"(사진 왼쪽)은 집속탄이다.

RRAB-3은 소련의 공중투하형 집속탄으로, 일명 몰로토프의 빵 바구니 (영어: Molotov bread basket, 핀란드어: Molotovin leipäkori, 러시아어: ротативно-рассеивающая авиационная бомба -"회전하며 퍼트리는 공중 폭탄")라고 부른다.  이 폭탄은 여러개의 소이탄을 하나의 큰 장약 폭탄에 합친 집속탄이다. 이 폭탄은 1939년부터 1940년까지 소련이 핀란드와 벌인 겨울 전쟁때 도시 폭격에 사용되었다. 폭탄의 본체는 2.25미터 높이와 0.9미터 지름의 실린더로 구성되어 있다.

1940년 저널리스트 존 랭던-데이비스는 이렇게 기술했다:
항공기에서 떨어져 나오면, 코 부분에 달린 조그마한 터빈이 돌아가 스프링에 장착된 용기를 떨어뜨린다. 각 용기는 100개 이상의 소이탄을 퍼뜨린다; 폭탄의 후미에 장착된 주 고폭탄은 그대로 떨어져 재래식 폭탄으로 작동한다.
또 다른 설명에서는 주 고폭탄에 대한 설명이 없고, 대신 투하 이후 후미에 달린 날개에 연동된 커다란 실린더가 열린다고 설명되어 있다. 후미의 날개는 폭탄을 회전하게 하여 그 원심력으로 폭탄의 측면을 열고 자폭탄들을 퍼트린다는 것이 그 설명이다.
1939년, 소련의 외무부 장관, 뱌체슬라프 몰로토프는 소련이 핀란드에 폭탄을 떨어뜨릴 게 아니라 굶고 있는 핀란드인들을 위해 식량을 공수해야 한다고 주장했다. 그러나 실제로 핀란드인들은 굶주리지 않고 있었으며, 역설적으로 RRAB-3 집속탄을 "몰로토프의 빵 바구니"라고 불렀다. 그리고 소련의 탱크를 상대하기 위해 임시변통으로 만든 화염병을 "몰로토프의 칵테일"로 부르며 "음식 먹을 때 마시는 술"이라 지칭했다.
이런 별명들은 1940년 영국 대중에게 널리 알려진 것으로 보인다. 브리스톨 공습 기간 동안, 브리스틀 시민들은 비슷한 독일의 폭탄을 "괴링의 빵 바구니"라고 불렀다.
소련은 여러 버전의 이 폭탄이 있었다:RRAB-1, RRAB-2, RRAB-3으로, 각각 1000 kg, 500 kg, 250 kg의 용량을 가지고 있었다. 또한 각 폭탄은 고폭탄, 소이탄, 화학탄을 장착할 수 있었다.

## 참고 자료
- 집속탄
- 겨울 전쟁